# إيريكا شرودر
إيريكا شرودر (بالإنجليزية: Erica Schroeder)‏ هي ممثلة أمريكية، ولدت في 27 أبريل 1975 في الولايات المتحدة.

## أعمال

### أفلام
- (2005)  لوكاريو أند ذا مايستري أوف ميو

### مسلسلات
- نادي وينكس

## وصلات خارجية
- إيريكا شرودر على موقع IMDb (الإنجليزية)
- إيريكا شرودر على موقع قاعدة بيانات الفيلم (الإنجليزية)
- إيريكا شرودر على موقع ANN person (الإنجليزية)